# Dvinà Occidental
El Dvinà Occidental (letó: Daugava, rus: Западная Двина (Západnaya Dviná), belarús: Заходняя Дзвіна; en estonià: Väina; finès: Väinäjoki) és un riu del nord-est d'Europa. Neix al planell de Valdai a una alçada de 221 metres i desemboca al golf de Riga, a Letònia. Travessa Rússia, Belarús i Letònia. És un riu que flueix cap a l'oest, traçant una gran corba cap al sud, el que significa que passa pel nord de Belarús. L'àrea de la seva conca és de 87.900 km². Té una longitud de 1.020 quilòmetresi un cabal hidràulic mitjà de 678 m³/s. Hi ha tres centrals hidroelèctriques al riu.
La capital de Letònia, Riga, té quatre ponts a l'estuari, situat a les dues ribes, el centre de la ciutat és a 15 km de la desembocadura i és un port significatiu.

## Geografia

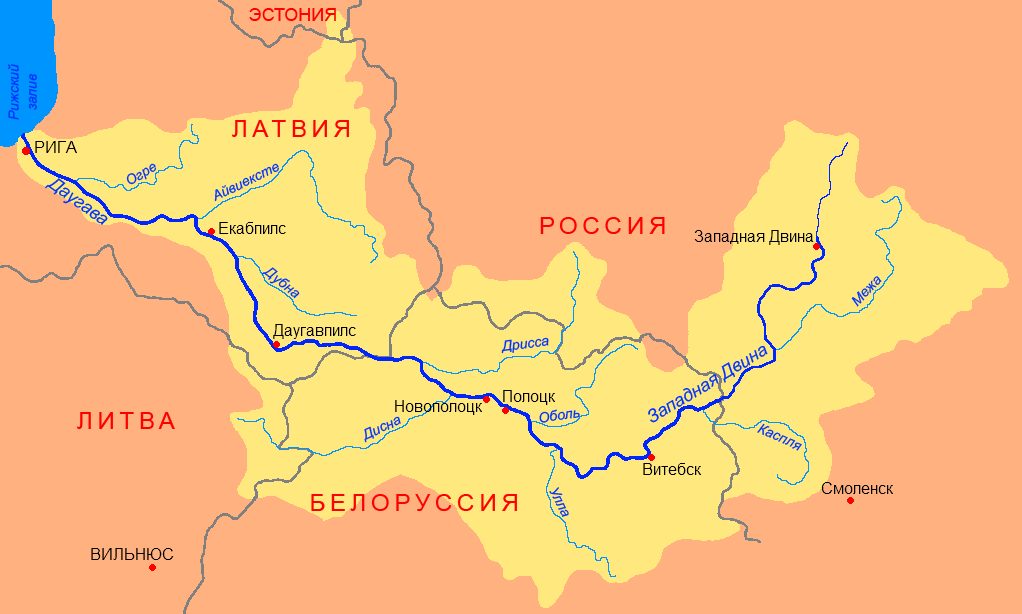
Conca de la Dvina occidental

L'àrea de captació total del riu és de 87.900 km², 33.150 km² dels quals es troben a Belarús.

Conca del curs d'aigua al diagrama de la conca del Bàltic

La longitud del riu és de 1020 km, dels quals 325 km són a Rússia, 328 a Bielorússia i 367 a Letònia. L'àrea de la conca de drenatgehidrogràfica és de 87.900 km² , la densitat de la xarxa fluvial és de 0,45 km/km². La vall fluvial és de forma trapezoïdal, profundament incisa o sense trets en alguns llocs. L'amplada de la vall al tram superior és de fins a 0,9 km, de mitjana 1-1,5 km, al tram inferior arriba als 5-6 km. La plana inundable és predominantment a dues vessants. El canal és moderadament sinuós, dèbilment ramificat, amb ràpids en alguns llocs. Per sobre de Vitebsk, les dolomies devonianes arriben a la superfície i formen ràpids de 12 km de llarg.
L'amplada del riu darrere de la cobertura del llac és de 15-20 metres. Els bancs són boscosos, moderadament costeruts, margues sorrenques amb pedres, baixes a la plana litoral. El llit és rocós, amb esquerdes individuals i petits ràpids.
Darrere de la desembocadura de la Mezha hi ha una gran trampa destinada a recollir fusta transportada al llarg de la Mezha. Per sota del riu, el riu discorre en marges altes cobertes de bosc mixt. El bosc desapareix davant de la ciutat de Vélij. Més enllà de Vélij el riu és navegable.
Entre les terres altes de Latgale i Augšzeme, el Dvinà travessa una antiga vall. Aquí l'amplada del riu arriba als 200 metres. A la zona de Krāslava a Daugavpils hi ha un parc natural, Daugava loki ('Revolts del Dvinà'). Després d'haver passat Daugavpils, el Dvinà entra a les terres baixes de Letònia oriental. Aquí el cabal del riu s'alenteix i les ribes es fan baixes, per això, durant les riuades de primavera, sovint es formen embussos de gel en aquesta zona, la qual cosa provoca grans vessaments.
De Jēkabpils a Pļaviņas, el Dvinà flueix per bancs escarpats amb penya-segats escarpats fets de dolomita grisa. La vall del riu des de Pļaviņas fins a Ķegums era especialment interessant i bonica. Hi havia molts ràpids i pocs profunds a la llera del riu. Després de la construcció de la central hidroelèctrica de Plavinas, el nivell de l'aigua va augmentar 40 m i tot el tram de l'antiga vall es va inundar amb les aigües de l'embassament de Plavinas.
A sota de l'illa de Dole el riu travessa les terres baixes de Primorskaya. Aquí la seva vall està formada per sediments solts del període quaternari. Les ribes del riu en aquesta zona són baixes i la vall està plena de sediments fluvials. A la zona de Riga apareixen illes de sorra al·luvial - Zakusala, Lucavsala, Kundzinsala, Ķīpsala, etc.
Flueix del llac Koryakino (antic Dvinetskoye , Dvinets) sota el nom de Dvinets (Dvina) a una altitud de 221,2 m sobre el nivell del mar , després del qual flueix pel llac Okhvat . Després flueix cap al sud-oest, després de Vitebsk gira cap al nord-oest. Desemboca al golf de Riga del mar Bàltic dins de la ciutat de Riga, formant un delta erosiu prop de l'antiga illa de Mangalsala, que avui és una península, ja que la desembocadura de la segona branca es va omplir el 1567.
L'amplada del riu als ponts de Riga és d'uns 700 m, i més a prop de la desembocadura arriba als 1,5 km. La profunditat del riu aquí és d'aproximadament 8-9 m. El cabal mitjà anual d'aigua és de 678 m³/s. La qualitat de l'aigua a les platges oficials de Riga compleix els estàndards de natació.
El 30 de juny de 2015, a Daugavpils i Jekabpils es va registrar el nivell més baix del riu durant tot el període d'observació en aquestes ciutats (des de 1876 i 1906, respectivament).

## Afluents
Els següents rius són afluents del riu Dvinà (des de la font fins a la desembocadura):
- Esquerra: Mezha, Kasplya, Dysna, Laucesa

- Dreta: Usvyacha, Palata, Drysa, Dubna, Aiviekste, Pērse, Ogre

## Etimologia
| « | «El Dnièper flueix del bosc de Volkovsky i flueix al migdia, i el Dvinà del mateix bosc flueix a mitjanit i entra al mar de Varangia». | » |

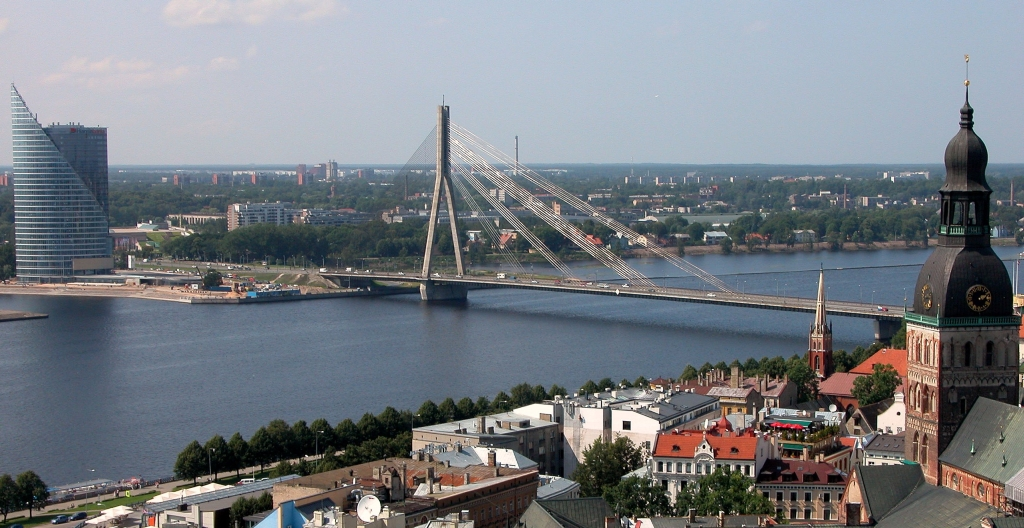
El Dvinà travessant Riga a Letònia

Al llarg de la història, el riu Dvinà occidental va tenir uns 14 noms: Dina, Vina, Tanair, Turun, Rodan, Rubon, Dune, Eridanus, Western Dvina i altres. Al segle I dC, a l'antic escrit Geographike Hyphegesis de Claudi Ptolemeu, apareix un riu anomenat Rhubon (grec antic: Ῥούβωνος, Rhubonos) I, al segle xv, Gilbert de Lannoa assenyala que les tribus semigallianes anomenaven els Dvinà Samegalzara (Semigals-Ara, és a dir, aigua semigalliana). Els livonians l'anomenaven Vēna (лив. vēna port, эст. väin estret). En l'antiguitat hi passava la ruta dels varangs als grecs.

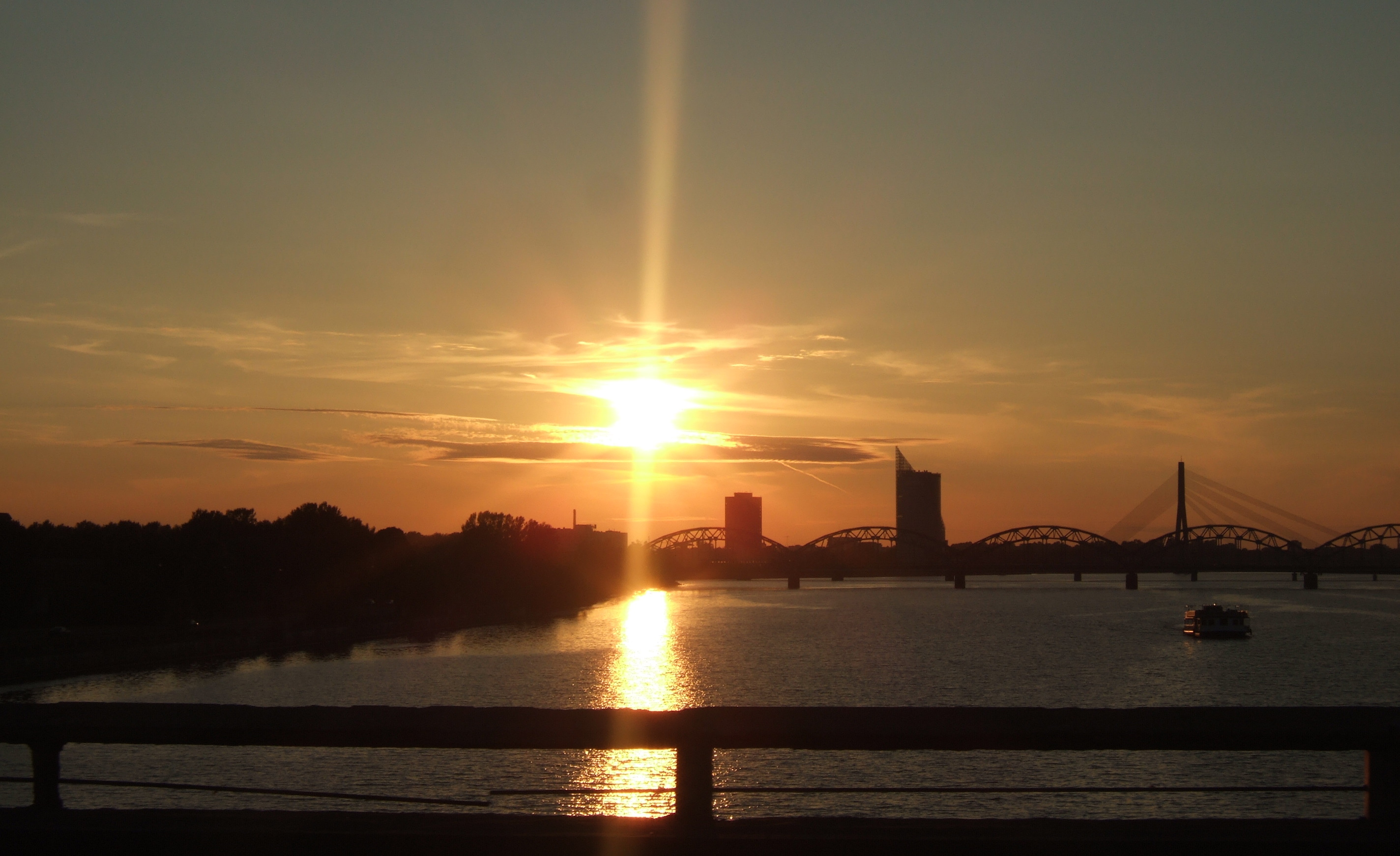
Posta de sol de Dvinà a Riga.

Nikolai Mikhailovich Karamzin, seguint altres historiadors, va identificar Erídan amb la Dvinà occidental. A la desembocadura de la Dvinà occidental es poden trobar llàgrimes d'Helíades - ambre.Segons el Diccionari Etimològic de Max Vasmer, el topònim Dvina clarament no pot derivar d'una llengua uràlica, i possiblement prové d'una paraula indoeuropea que solia significar riu o rierol. El nom de Dvina s'assembla molt a Danuvius, el qual deriva del protoindoeuropeu *dānu, riu gran.
Els noms ugrofinès Vēna (livonià), Väinajogi (estonià) i Väinäjoki (finès) provenen del protofinès *väin, un riu gran i pacíficament ondulat.

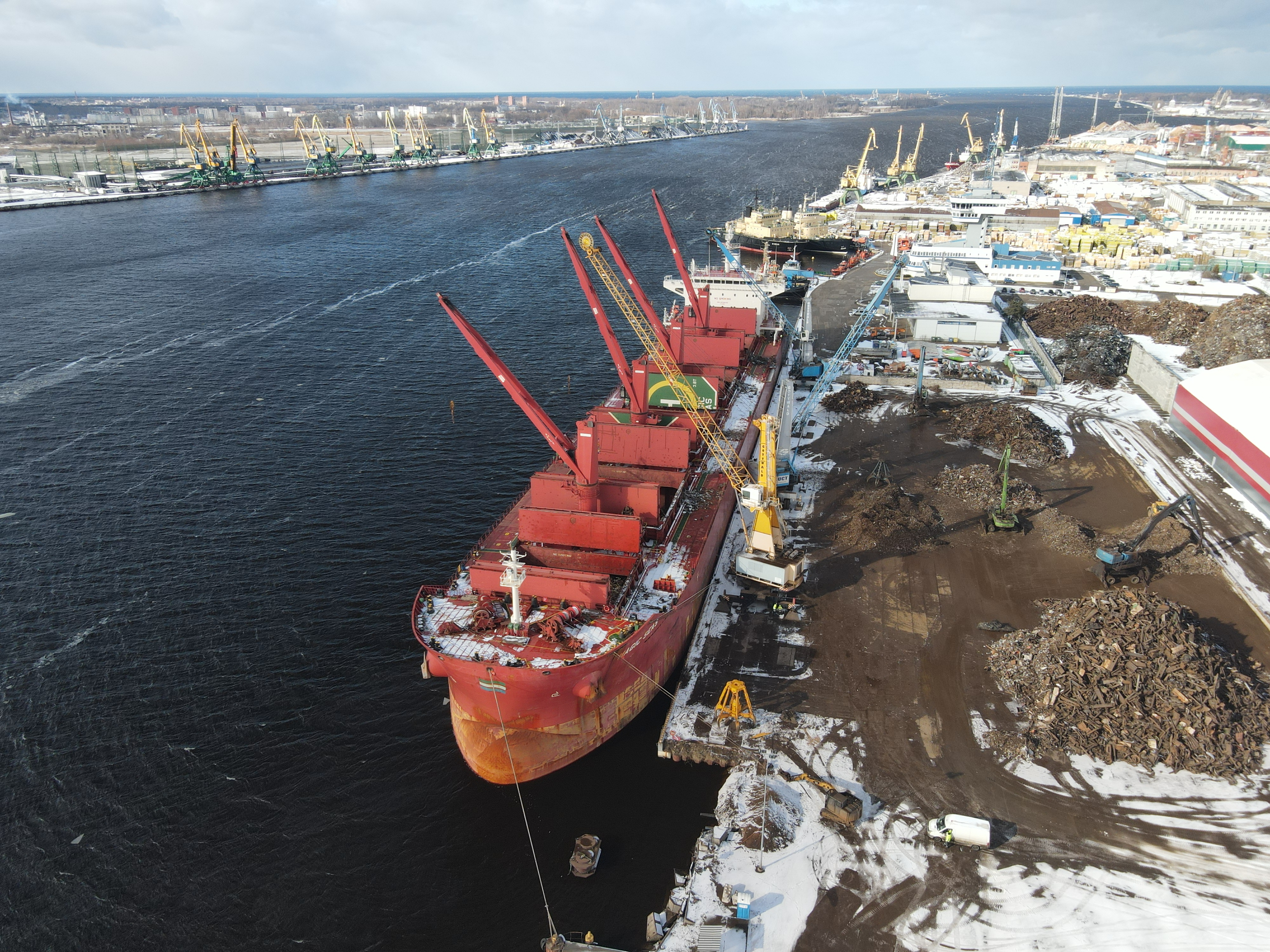
Port de Riga al riu Dvinà

Segons V. A. Zhuchkevich, l'hidrònim Dvina és d'origen finlandès amb el significat semàntic tranquil, tranquil.
El nom Daugava aparentment es va formar a partir de dues antigues paraules bàltiques, daug - molts, abundantment i ava - aigua. Segons la llegenda, el tronador Perkons va ordenar que els ocells i els animals fossin un riu.

## Medi ambient
El riu va començar a experimentar un deteriorament ambiental a l'era de l'agricultura col·lectiva soviètica (producció d'escorrentia de contaminació adversa considerable de l'aigua) i una onada de projectes d'energia hidroelèctrica.

## Ciutats, pobles i assentaments

### Rússia
Andreapol, Zapadnaya Dvina i Vélij.

### Belarús
Ruba, Vítsiebsk, Beshankovichy, Pòlatsk amb pedres de Boris escampades als voltants, Navapolatsk, Dzisna, Verkhnedvinsk i Druia.

### Letònia
Krāslava, Daugavpils, Līvāni, Jēkabpils, Pļaviņas, Aizkraukle, Jaunjelgava, Lielvārde, Ķegums, Ogre, Ikšķile, Salaspils i Riga.

## Història

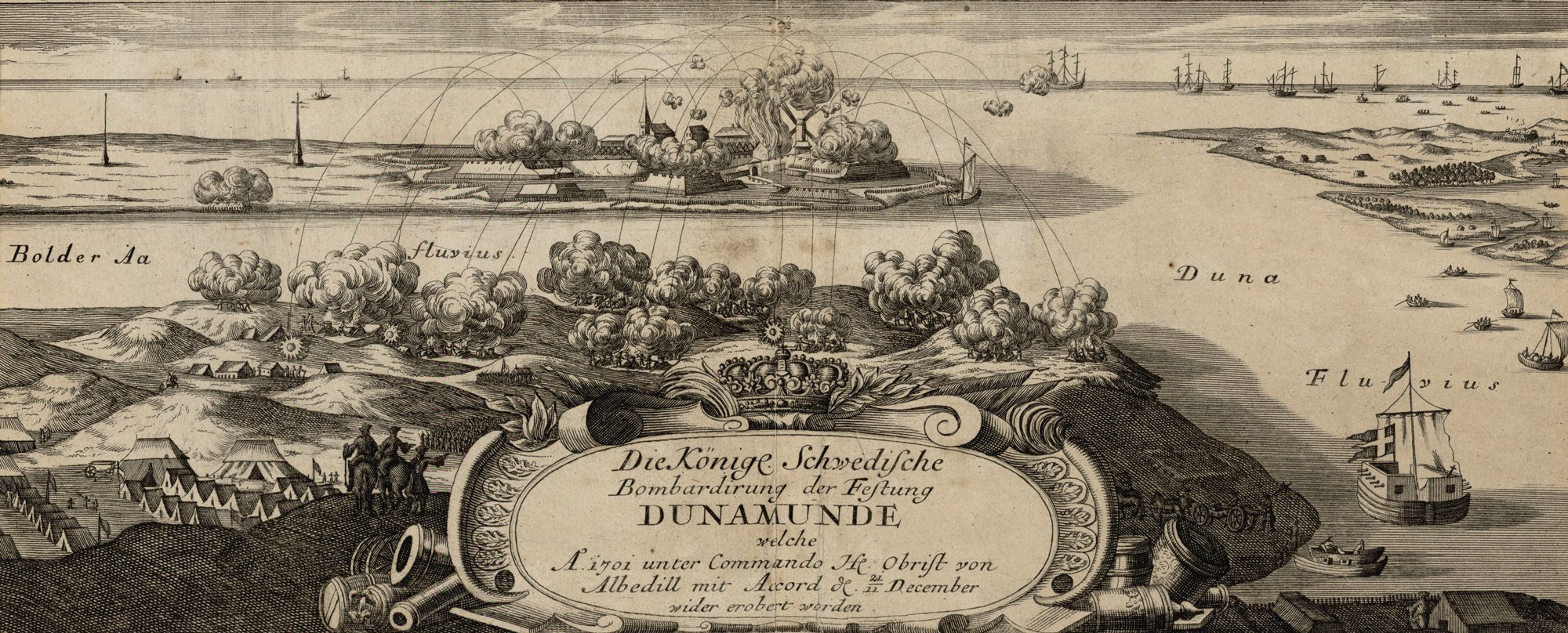
L'exèrcit suec bombardeja la fortalesa de Dünamünde a l'estuari de Dvinà a Letònia.

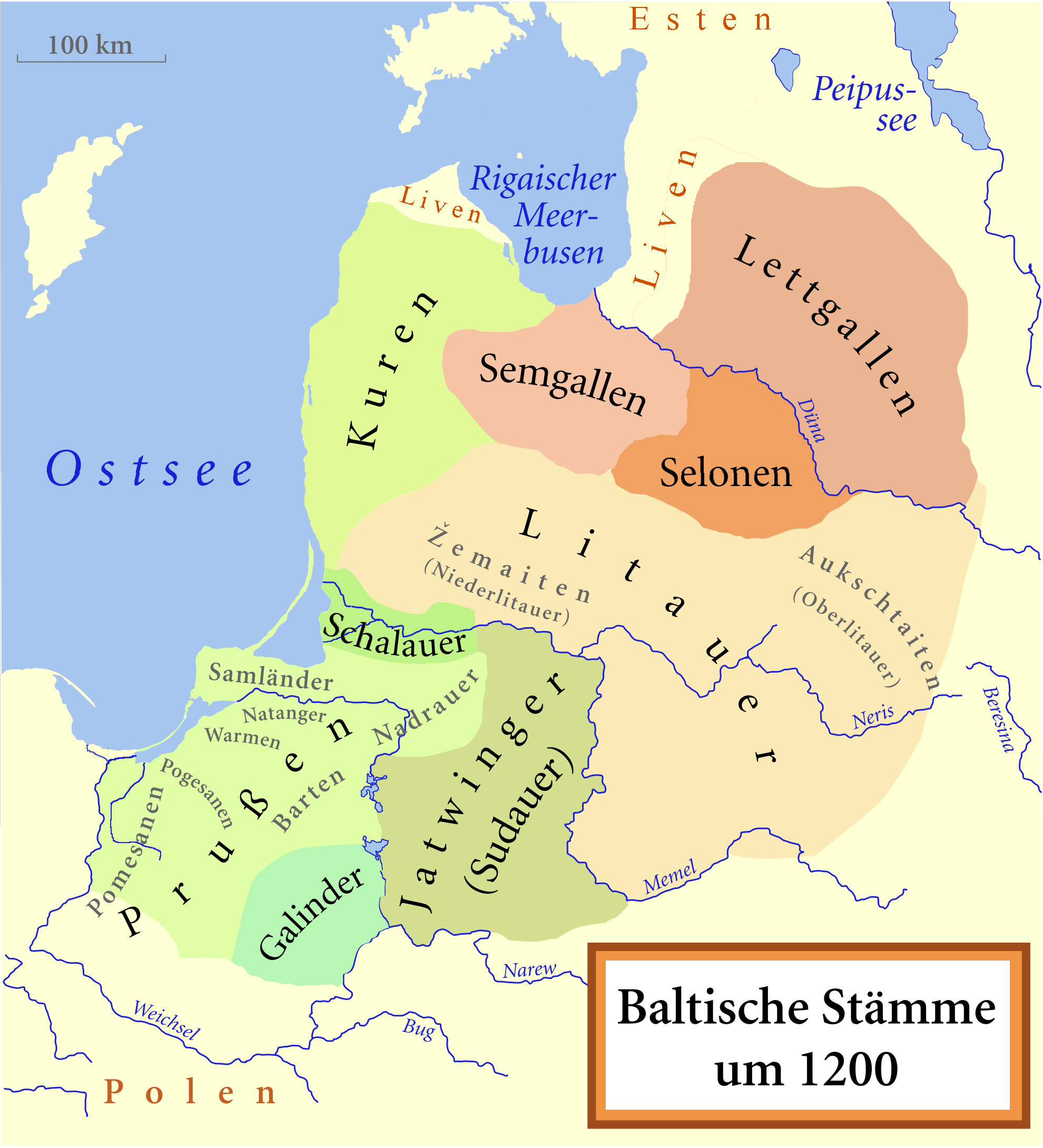
Tribus bàltiques al Dvinà (vermell) Semigale, Latgale i Selonen

Els humans s'han establert a la desembocadura del Dvinà i al voltant de les altres ribes del golf de Riga durant mil·lennis, participant inicialment en una economia de caçadors-recol·lectors i utilitzant les aigües de l'estuari de Daugava com a zones de pesca i recol·lecció de biota aquàtica. A partir del segle vi, els exploradors vikings van travessar el mar Bàltic i van entrar al riu Dvinà, navegant riu amunt cap a l'interior del Bàltic.
A l'època medieval el Dvinà era una important àrea de comerç i navegació -part de la Ruta comercial dels varegs als grecs- per al transport de pells del nord i de plata romana d'Orient des del sud. Els castells importants són Grobin, Polatsk i Vitebsk. La zona de Riga, habitada pels Livs de parla finnica, es va convertir en un element clau d'assentament i defensa de la desembocadura del Dvinà almenys ja a l'Edat Mitjana, com ho demostra el fort ara destruït de Torņakalns a la riba oest del Dvinà en l'actualitat Riga.
Des de la Baixa Edat Mitjana la part occidental de la conca del Dvinà ha passat sota el domini de diversos pobles i estats; per exemple, la ciutat letona de Daugavpils, situada a l'oest de Dvinà, va quedar sota domini papal, així com sota domini eslavo, polonès, alemany i rus fins a la restauració de la independència de Letònia el 1990 al final de la Guerra Freda.
Amb la Unió de Vílna el 1561, el riu es va convertir en una frontera política i cultural. El juliol de 1701, com a part de la Gran Guerra del Nord, va tenir lloc la Batalla de la Düna, que va tenir lloc a Krämershof (letó: Krēmera muiža) al nord de Riga (ara dins la ciutat).
Des de 1913, la Comissió del Canal de Riga-Kherson, una associació de comerciants i industrials de Riga, havia estat planificant un canal entre Vitebsk a la Düna i Orsha al Dnieper, que connectaria ambdós rius i, per tant, Riga amb la ciutat portuària de Kherson al mar Negre. Com a conseqüència de la Primera Guerra Mundial, l'Imperi Rus es va enfonsar i Letònia es va independitzar.

## Hidrologia i qualitat de l'aigua
Les observacions del règim hidrològic al territori de Bielorússia s'han dut a terme sistemàticament des de 1878 (16 llocs). El 1983 estaven en funcionament els llocs hidrològics de Surazh, Vitebsk, Ulla, Polotsk i Verkhnedvinsk.
L'embassament de la central hidroelèctrica de Kegums s'estén des de Jaunjelgava fins a Kegums, i a Salaspils el camí del riu està bloquejat per la presa de la central hidroelèctrica de Riga.
El 1960-1961, abans de la construcció de la central hidroelèctrica de Plavinas al Dvinà, el cementeri del segle XI de Lejasdopeli (en letó: 'Lejasdopeļu kapulauks Staburaga pagastā') va ser identificat i explorat a la riba esquerra sota el lideratge de l'arqueòloga Elvira Šnore, trobant sepultures amb anells i polseres en enterraments femenins.
Més amunt de la ciutat letona de Jēkabpils, el pH té un valor característic d'uns 7,8 (lleugerament àlcali); en aquest abast l'ió calci té una concentració típica d'uns 43 mil·ligrams per litre; el nitrat té una concentració d'uns 0,82 mil·ligrams per litre (com a nitrogen); L'ió fosfat es mesura a 0,038 mil·ligrams per litre; i la saturació d'oxigen es va mesurar al vuitanta per cent. L'elevada càrrega de nitrats i fosfats del Dvinà és fonamental per a l'acumulació d'una extensa biomassa de fitoplàncton al mar Bàltic; altres rius europeus que contribueixen a una càrrega tan elevada de nutrients del Bàltic són els rius Oder i Vístula.
A Belarús, la contaminació de l'aigua del Dvinà es considera moderadament greu, i les principals fonts són les aigües residuals tractades, la piscicultura i l'escorrentia de productes químics agrícoles (per exemple, herbicides, pesticides, nitrats i fosfats).